# ビクトル・マルキン
ヴィクトル・フョードロヴィチ・マルキン（ロシア語: Виктор Фёдорович Маркин, ラテン文字転写: Viktor Fyodorovich Markin、1957年2月23日 - ）は、ソビエト連邦ノボシビルスク州出身の陸上競技選手。1980年モスクワオリンピックの金メダリストである。

## 経歴
マルキンは高校卒業後、19歳のときにノボシビルスクの製薬工場に就職する。ここから彼の陸上競技のキャリアがはじまった。彼はモスクワオリンピックまで全く無名の選手であった。
マルキンは、モスクワオリンピックが開催される1980年の4月に46.96秒の自己ベストを記録。7月には、45秒34まで記録を向上させ、オリンピック出場を果たす。そして、400mに出場したオリンピックでは、200mを通過したところで5位をキープ。第4コーナーを回って最後の直線に入ったところで、トップを走っていた東ドイツのフランク・シャファーから3m後方の位置をキープ。ここからマルキンは力強くシャファーを追い抜きトップに立つと、44.60秒のヨーロッパ新記録のタイムで金メダルを獲得。この記録はいまだにロシア記録として残っている。マルキンは4×400mRにも出場。アンカーを務め、東ドイツのアンカーのフォルカー・ベックと激しい競り合いの末、2つめの金メダルを獲得した。
モスクワオリンピックの後、薬学の勉強のためしばらく競技を中断していたが、1982年のヨーロッパ選手権で国際大会に再登場。この大会で、400mと4×400mRの2種目で銅メダルを獲得。翌年の第1回世界選手権にも出場し、4×400mRで金メダルを獲得。しかし、翌年の1984年ロサンゼルスオリンピックに、ソ連が出場ボイコットを決めたため、マルキンは引退を決意した。

## 主な実績
| 年   | 大会                         | 場所                     | 種目    | 結果 | 記録      |
| ---- | ---------------------------- | ------------------------ | ------- | ---- | --------- |
| 1980 | オリンピック                 | モスクワ(ソビエト連邦)   | 400m    | 1位  | 44秒60    |
| 1980 | オリンピック                 | モスクワ(ソビエト連邦)   | 4×400mR | 1位  | 3分01秒1  |
| 1982 | ヨーロッパ陸上競技選手権大会 | アテネ(ギリシャ)         | 400m    | 3位  | 45秒30    |
| 1982 | ヨーロッパ陸上競技選手権大会 | アテネ(ギリシャ)         | 4×400mR | 3位  | 3分00秒80 |
| 1983 | ユニバーシアード             | エドモントン(カナダ)     | 400m    | 2位  | 45秒38    |
| 1983 | 世界陸上競技選手権大会       | ヘルシンキ(フィンランド) | 4×400mR | 1位  | 3分00秒79 |